# Maianthemum × intermedium
Maianthemum × intermedium là một loài thực vật có hoa lai ghép trong họ Asparagaceae. Loài này được Vorosch. mô tả khoa học đầu tiên năm 1960.